# Daniel Boulud
Daniel Boulud (Saint-Pierre-de-Chandieu, 25 marzo 1955) è un cuoco francese e ristoratore statunitense con ristoranti a New York, Boston, Washington, Palm Beach, Miami, Toronto, Montréal, Londra e Singapore.
Daniel Boulud è conosciuto per il ristorante Daniel, suo eponimo, attualmente con 2 stelle Michelin a New York.

## Opere
- Cooking with Daniel Boulud (1993)
- Daniel Boulud’s Café Boulud Cookbook (1999)
- Daniel Boulud Cooking in New York City (2002)
- Daniel’s Dish, Entertaining at Home with a Four Star Chef (2003)
- Letters to a Young Chef (2003)
- Braise: a Journey Through International Cuisine (2006)
- Daniel – My French Cuisine by Daniel Boulud (Author), Sylvie Bigar (Author), Thomas Schauer (Photographer), Bill Buford (Contributor) (2013)